# Білі середи
Білі середи (перс. چهارشنبه های سفید) — соціальна кампанія з боротьби проти примусового носіння хіджабів у Ірані, запущена Масіх Алінеджад — засновницею руху «Мої таємні свободи».